# عبدالفتاح جعفری
عبدالفتاح جعفری (انگلیسی: Abdel Fattah Jafri؛ زادهٔ ۲۵ فوریهٔ ۱۹۵۰) بازیکن فوتبال  اهل مراکش بود.
وی به‌همراه تیم ملی فوتبال مراکش در بازی‌های المپیک تابستانی ۱۹۷۲ شرکت کرده‌است.